# Marko Grgić
Marko Grgić (Eisenach, 11 de setembro de 2003) é um jogador de handebol alemão.

## Vida pessoal
Seu pai, Danijel Grgić, é um ex-handebolista croata que jogou pelo ThSV Eisenach de 2003 a 2005. Sua mãe alemã, Ina, jogou na liga pelo TSG Ruhla durante esse período.

## Carreira

### Carreira nos clubes
Grgić jogou pelo HG Saarlouis na 3ª liga até 2022. Em 2022, ele se mudou para o clube da segunda divisão ThSV Eisenach. Com o Eisenach, ele foi promovido à Bundesliga em 2023.

### Carreira internacional
Ele foi convocado pela primeira vez para a seleção ampliada da seleção alemã para um curso em maio de 2024 e fez sua primeira aparição em uma partida-teste contra a Suécia em 12 de maio de 2024. Ele marcou seu primeiro gol pela seleção nacional em seu segundo jogo, um mês depois, em um amistoso contra a França em preparação para os Jogos Olímpicos.
Nos Jogos Olímpicos de Verão de 2024, em Paris, conquistou a medalha de prata no torneio masculino do handebol, após confronto na final contra a equipe dinamarquesa.